# Lavalstraalpijp

Lavalstraalpijp

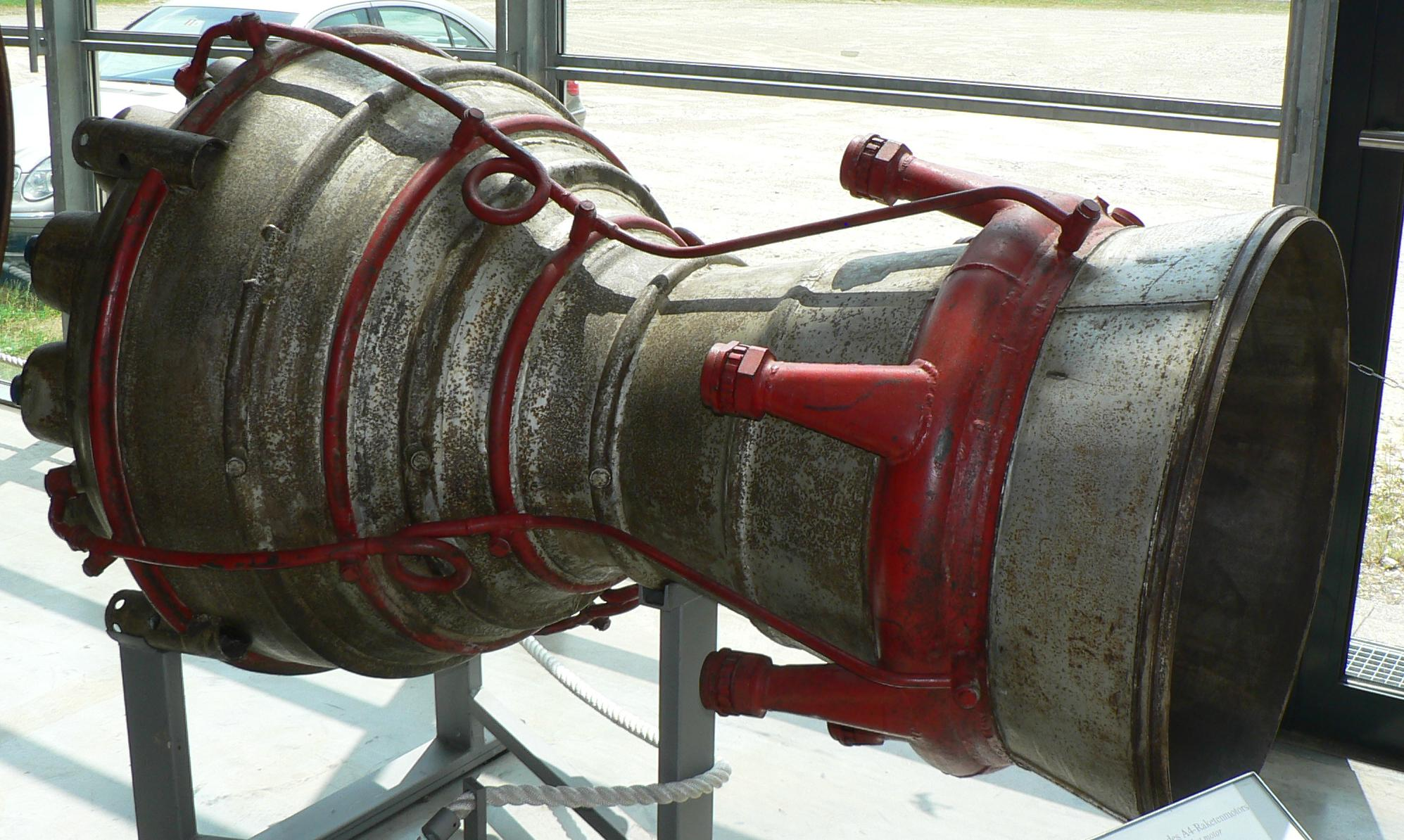
Lavalstraalpijp van een V2-raket

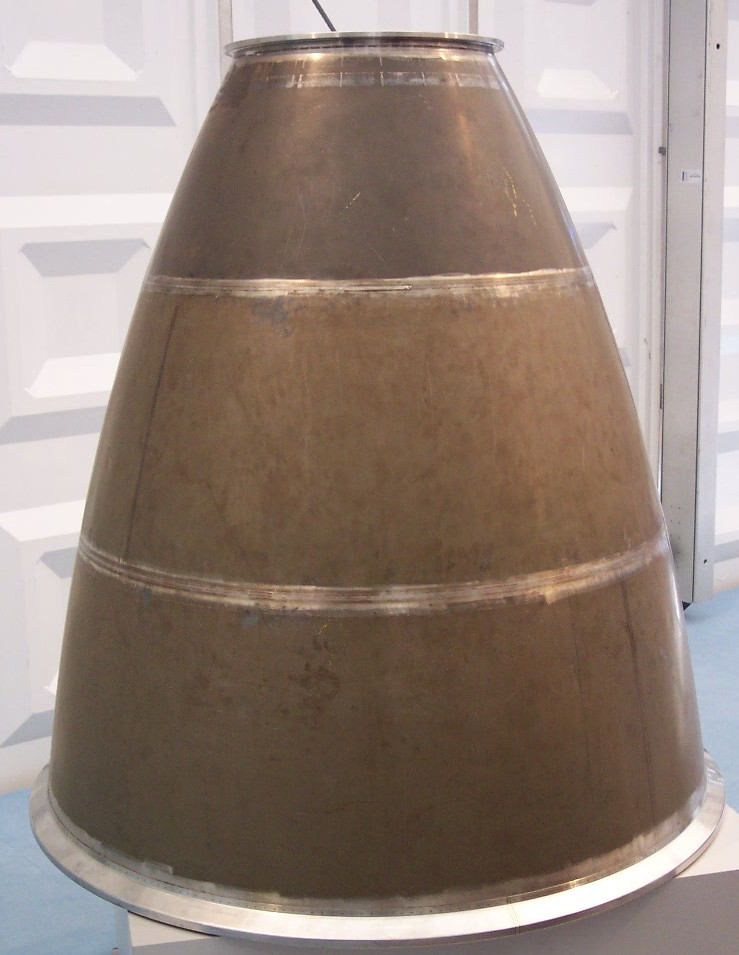
Divergent stuk van de straalpijp van een Ariane-raket

Een de Laval nozzle of Lavalstraalpijp of convergent-divergente straalpijp is een naar Gustaf de Laval genoemde straalpijp, die een gas of een vloeistof een snelheid geeft boven de geluidssnelheid.
Gustaf de Laval bedacht de straalpijp voor de naar hem genoemde Lavalturbine. Toepassingen zijn er in raketmotoren, vliegtuigmotoren voor straaljagers, koeltorens en in de scheikundige nijverheid.
De straalpijp is eerst convergent, dus toelopend. In de nauwste doorsnede of keel wordt de geluidssnelheid bereikt. Van daar is de straalpijp divergent, dus uitlopend, waarbij de snelheid nog toeneemt boven de geluidssnelheid omdat het gas uitzet.
De straalpijp zet potentiële energie, druk p maal volume V, om in kinetische energie mv2/2. Als de druk p vermindert, dan vergroot het volume V van een gas volgens de idealegaswet. Bij het begin van de straalpijp neemt de snelheid v snel toe en het volume V neemt maar lichtjes toe. In de keel, dus bij de geluidssnelheid neemt de snelheid v even sterk toe als het volume V. Het is daarom niet mogelijk om met een convergente straalpijp boven de geluidssnelheid te komen. In het divergerend deel van de straalpijp voorbij de keel neemt het volume V sterker toe dan de snelheid v. Daarom moet de straalpijp convergent-divergent zijn.
Een benaderende formule voor de snelheid v aan de uitlaat van de straalpijp luidt als volgt:
{\displaystyle v={\sqrt {\;{\frac {R\;T}{M}}\cdot {\frac {2\;k}{k-1}}\cdot {\bigg [}1-(p_{e}/p)^{(k-1)/k}{\bigg ]}}}}
| waarin: |                                                                                   |
| v       | = uitlaatsnelheid, in m/s                                                         |
| T       | = absolute temperatuur van het gas aan de inlaat, in kelvin                       |
| R       | = gasconstante = 8314 J/(kmol·K)                                                  |
| M       | = molaire massa van het gas, in kg/kmol                                           |
| k       | = cp/cv = adiabatische index (= 7/5 voor diatomisch gas)                          |
| cp      | = soortelijke warmte van het gas bij constante druk (= 7R/2 voor diatomisch gas)  |
| cv      | = soortelijke warmte van het gas bij constant volume (= 5R/2 voor diatomisch gas) |
| pe      | = druk van het gas bij de uitlaat, in pascal                                      |
| p       | = druk bij de inlaat, in pascal                                                   |

Voorbeeld:
Een Lavalstraalpijp met hete lucht van 6,9 MPa, temperatuur 1470 K, heeft een druk van 3,7 MPa en een temperatuur van 1269 K in de keel en een druk van 0,1 MPa en een temperatuur van 502 K aan de uitlaat. De oppervlakte aan de uitlaat gedeeld door de oppervlakte van de keel zou 6,8 bedragen.
Voorbeeld: een Lavalstraalpijp van een raketmotor: ingangsdruk P = 7 MPa uitlaatdruk Pe = 0,1 MPa; temperatuur T = 3500 K; expansiefactor k = 1,22 en molaire massa M = 22 kg/kmol geeft v = 2802 m/s.
Voorbeeldwaarden van de uitgangssnelheid voor raketmotoren:
- 1,7 tot 2,9 km/s voor monovloeistoffen zoals hydrazine
- 2,9 tot 4,5 km/s voor bivloeistoffen zoals vloeibare zuurstof en vloeibare waterstof
- 2,1 tot 3,2 km/s voor vaste brandstof

De uitstroomsnelheid is belangrijk, want ze bepaalt in hoge mate de snelheid die een raket of een vliegtuig kan halen zoals blijkt uit de raketvergelijking van Tsiolkovski.